# Бальзатул
Бальзату́л (Бальзатуль, Великий Балцатул) — річка в Українських Карпатах, у межах Рахівського району Закарпатської області. Права притока річки Білої Тиси (басейн Дунаю).

## Опис
Довжина 10 км, площа водозбірного басейну 36,6 км². Похил річки 101 м/км. Річка типово гірська, зі швидкою течією, кам'янистим дном та вузькою, залісненою долиною. Річище слабозвивисте. Є водоспади.

## Розташування
Бальзатул бере початок на схід від села Луги, при південно-західних схилах гори Бальзатул (1851 м), на полонині Балцатул. Тече в межах масиву Чорногора переважно на південний захід. Впадає до Білої Тиси на південний схід від села Луги.

## Цікаві факти
- Бальзатул разом з річкою Стоговець дає початок Білій Тисі.
- У верхів'ї річки в місці, ще Бальзатуль приймає найбільшу праву притоку, колись діяла клявза Бальзатуль. Залишки клявзи збереглись донині.